# Manuel I Àngel-Comnè
Manuel Àngel-Comnè Ducas, també conegut com a Manuel Ducas, fou el tercer governant del Despotat de l'Epir, del 1230 al 1237, que va assumir el poder durant la captivitat a Bulgària del seu germà el basileu Teodor I.
Quan el 1237 va tornar el seu germà es va haver d'exiliar a l'Imperi de Nicea on va trobar el suport per tornar el 1239 a recuperar el tron. Després de diverses conquestes els dos germans van pactar un repartiment del territori. A la seva mort el 1241 la seva part va passar a mans del seu nebot Miquel II.

## Orígens
Manuel era fill del sebastocràtor Joan Ducas i de la seva esposa Zoe. Era germanastre de Miquel I que havia creat un estat independent a la regió de l'Epir que més endavant s'anomenaria Despotat de l'Epir. Els seus germans eren: el basileu Teodor I i Constantí Àngel-Comnè, general al servei de Miquel I. La seva família estava emparentada amb els Àngel que havien estat emperadors romans: Isaac II Àngel (r. 1185-95 i 1203-04) i d'Aleix III Àngel (r. 1195-1203). Igual com el seu germanastre, Miquel I, va preferir fer servir el cognom "Ducas" o "Comnè Ducas" (en grec Μιχαήλ Κομνηνός ὁ Δούκας).
Pel seu primer matrimoni tenia lligams amb la noblesa sèrbia, ja que es va casar amb una germana del príncep serbi Stefan Nemanjić (r. 1196–1228).

## Ascens al poder
No se sap res de la seva vida abans del seu ascens al poder, probablement al voltant de l'any 1225 o 1227, després que Teodor assumís el títol de basileu, ell devia rebre la dignitat de dèspota. El 1225 es va casar per segona vegada, aquesta vegada amb Maria Assèn, una filla il·legítima d'Ivan II Assèn de Bulgària, com a part de l'estratègia que del seu germà va marcar per fonamentar aliança amb aquell país.
Quan Teodor va ser fet captiu a la batalla de Klokòtnitsa, a la riba superior del riu Maritsa, Manuel va assumir el poder, amb permís d'Ivan Assèn que, com a vencedor de la batalla, considerava aquells territoris una província búlgara. Manuel va establir la capital a Tessalònica, que abans de la conquesta feta pel seu germà uns anys enrere havia estat la capital del Regne de Tessalònica, l'estat més important a la part occidental de l'antic Imperi Romà d'Orient.
Manuel va intentar establir contactes amb el papat, però el 1232 el cisma que hi havia entre els bisbes ortodoxos de l'Imperi de Nicea i els bisbes ortodoxos de l'Epir es va anar afeblint i el retornat patriarcat ortodox li va desaconsellar la unió amb l'Església Catòlica.
Manuel va governar en pau fins al 1237, quan el seu sogre Ivan Assèn va enviudar i es va casar amb Irene, la filla de Teodor. Llavors Teodor fou perdonat i se li va permetre tornar a la seva terra. El primer que va fer va ser entrar a Tessalònica disfressat de rodamons i, ajudat pel seu fill Joan va contactar amb la noblesa per enderrocar Manuel. Teodor, tot i que estava ceg, encara era respectat per les conquestes que havia fet en el passat i aviat va obtenir el suport que buscava. Manuel va provar, sense aconseguir-ho, aconseguir ajut del príncep Jofre II d'Acaia i es va veure forçat a fugir cap a Àsia Menor mentre enviava la seva dona a la cort del seu pare on estaria més segura.
Primer va desembarcar a Atàlia i després de travessar territori seljúcida va arribar a Nicea. L'emperador nicè, Joan III Vatatzes, va donar suport a Manuel i a començaments del 1239 va salpar amb una flota de sis vaixells per recuperar el tron. Va desembarcar a Tessàlia, a prop de Demètries. En poc temps va ocupar Farsàlia, Làrissa, i Platamó. Davant la perspectiva d'una guerra civil Teodor va pactar un repartiment del territori: Manuel rebia Tessàlia, Joan, el fill de Teodor que governava en el seu nom, mantenia la possessió de Tessalònica i els territoris de Macedònia fins als punts més occidentals, Vodena i Ostrovo, mentre que Constantí (fill del seu germà Constantí) quedava confirmat en el seu apanatge d'Etòlia i Acarnania.
El seu nebot Miquel II Àngel-Comnè Ducas (fill del dèspota Miquel I), que havia estat a l'exili i no l'havien inclòs en cap acord, va aprofitar el caos de poder per apoderar-se del govern a l'Epir, Etòlia i Acarnània, i es va proclamar dèspota a aquestes regions i a Corfú, deixant a Joan només alguns territoris principalment a Tessàlia. Quan el 1241 va morir Manuel, Miquel II es va afanyar a entrar a Tessalònica i assegurar també aquesta ciutat.